# Jacqueline Galant
Pour les articles homonymes, voir Galant.
Jacqueline Galant, née le 18 mars 1974 à Mons, est une femme politique belge membre du Mouvement réformateur (MR) (après avoir milité pour le Parti social-chrétien). Elle est actuellement ministre de la Fonction publique, de la Simplification administrative et des Infrastructures sportives du Gouvernement de Wallonie et ministre des Sports, de la Fonction publique, de la Simplification administrative et des Médias du Gouvernement de la Communauté française de Belgique. Elle est également bourgmestre de la commune de Jurbise depuis 2000.

## Biographie
Licenciée en sciences politiques et administratives des Facultés universitaires catholiques de Mons (FUCaM), elle commence à militer au sein du PSC, le parti de son père, Jacques Galant, bourgmestre de Jurbise.
En 1999, Jacqueline Galant quitte le PSC pour le PRL-FDF, se présente aux élections régionales de juin 1999, mais n'est pas élue. Elle devient ensuite collaboratrice du ministre belge des Affaires étrangères Louis Michel.
Jacqueline Galant est maman d’un petit garçon, prénommé Moïse.

## Vie politique

### À Jurbise
En 2000, elle se présente pour la première fois aux élections communales à Jurbise et occupe la dernière place de la liste du bourgmestre sortant Jacques Galant. Elle obtient le deuxième score derrière son père. Au lendemain des élections, Jacques Galant laisse sa place de bourgmestre à sa fille et prend la présidence du CPAS de Jurbise. Mais à la suite d'un recours de l'opposition socialiste quant à la fiabilité du vote électronique, les élections sont annulées.
De nouvelles élections sont organisées en janvier 2001. Jacqueline Galant emmène cette fois la liste du bourgmestre (LB) avec son père Jacques Galant à la dernière place. Ils emportent la majorité absolue au conseil communal (13 sièges sur 21). L'opposition regroupe cinq élus socialistes, deux élus sociaux-chrétiens et une élue écologiste.
Au cours de la mandature 2001-2006, Jacqueline Galant et son équipe ont créé le taxi-seniors et le taxi-ados, ont instauré des jumelages linguistiques entre les écoles communales de Jurbise et Brakel, en Flandre, ont modernisé les services communaux et la bibliothèque communale, ont agrandi le parking de l'école de Masnuy-Saint-Jean. L'opposition lui reproche son absence d'activités culturelles et son manque de collaboration avec les institutions provinciales se trouvant dans sa commune. Au sein de la majorité, à la suite d'un conflit avec Jacqueline Galant, le premier échevin Jean-Marie Quertinmont démissionne et siège comme conseiller communal indépendant jusqu'à la fin de la mandature en 2006.
Aux élections communales d'octobre 2006, la liste de la bourgmestre sortante obtient de nouveau la majorité absolue (15 sièges sur 21). L'opposition regroupe quatre élus PS et deux élus CDH. Jacqueline Galant est désormais la seule bourgmestre libérale dans l'arrondissement de Mons-Borinage. Elle lance le Plan Langues, avec des cours de néerlandais dès la 3e maternelle dans les écoles communales.
Aux élections communales de 2012, sa liste obtient à nouveau la majorité absolue (17 sièges sur 21) et Jacqueline Galant est reconduite comme bourgmestre.
Aux élections communales de 2018,  Jacqueline Galant est réélue bourgmestre de Jurbise pour un quatrième mandat et sa liste conserve sa majorité absolue avec 17 sièges sur 21.
Parallèlement à ses fonctions de Bourgmestre,  les militants du MR l'élisent présidente du MR pour l'arrondissement de Mons-Borinage en novembre 2004. Le président provincial, Olivier Chastel, lui propose alors la vice-présidence de la Fédération provinciale du Hainaut du MR.

### Au fédéral

#### Députée
Jacqueline Galant se présente sur la liste du MR aux élections législatives de 2003, obtient 11 849 voix et est élue députée fédérale. Elle est membre des commissions Intérieur, Naturalisations, Fonction Publique et Affaires Générales.
Lors des élections législatives de juin 2007, elle est la deuxième effective sur la liste du MR pour la Chambre. Elle obtient 21 743 voix de préférence et est donc réélue députée fédérale. Toujours en juin 2007, elle devient également vice-présidente de la télévision communautaire Télé MB.
En 2008, Jacqueline Galant démissionne de son poste d'administratrice du Parc d'aventures scientifiques et de société (Pass), à Frameries. Elle justifie sa décision pour deux raisons : le Pass ne bénéficie pas de tous les permis d'urbanisme nécessaires et reçoit trop d'argent de la région wallonne par rapport au nombre de visiteurs.
À la chambre, en 2014, elle s'abstient lors du vote de la loi concernant l'euthanasie pour mineurs d'âge.

#### Ministre
D'octobre 2014 à avril 2016, elle est Ministre de la Mobilité, chargée de Belgocontrol et de la SNCB. Elle démissionne à la suite de différents dossiers compliqués : le dossier Clifford & Chance portant sur des irrégularités dans l'attribution du contrat, et pour avoir supposément négligé les avertissements de la Commission européenne relatifs à la sûreté aérienne en Belgique. Le Premier ministre annonce le jeudi 14 avril qu'il confie au parlement fédéral la tâche de faire toute la lumière sur ce dossier. Jacqueline Galant remet sa démission au Premier ministre, Charles Michel, qui l'accepte le 15 avril 2016 ; François Bellot lui succède à partir du 17 avril 2016.

### À la région wallonne et la Fédération Wallonie-Bruxelles

#### Députée
Aux élections fédérales et régionales du 25 mai 2014, elle décide de quitter le niveau fédéral pour le niveau régional wallon, estimant que « le centre de gravité de l'État va changer et [que] les Régions vont devenir un défi passionnant, avec de nombreuses nouvelles matières ».  Elle est tête de liste du MR pour la circonscription de Mons où elle est élue députée wallonne, avec près de 15 000 voix. Elle reste cependant au fédéral en intégrant le Gouvernement Michel, le 11 octobre 2014, et en devenant Ministre fédérale de la Mobilité, chargée de Belgocontrol et de la SNCB, jusqu'à sa démission le 15 avril 2016. Pendant son mandat de ministre, elle décide de rester bourgmestre de Jurbise sans être bourgmestre empêchée.  Fin avril 2016, elle réintègre le Parlement de Wallonie et le Parlement de la Communauté française de Belgique.
Lors des élections régionales de mai 2019, elle est réélue députée régionale wallonne pour l'arrondissement de Mons-Borinage, mais son score est en baisse.

#### Ministre
Elle devient le 15 juillet 2024, après la victoire du Mouvement Réformateur aux élections régionales et communautaires de juin 2024, Ministre wallonne de la Fonction publique, de la Simplification administrative et des Infrastructures sportives et Ministre de la Fédération Wallonie-Bruxelles des Sports, de la Fonction publique, de la Simplification administrative et des Médias. 

## Distinction
- Grand officier de l'ordre de Léopold en 2020[14].